# Атанасов, Щерю
Щерю (Штерю) Атанасов Георгиев (болг. Щерю Атанасов Георгиев; 14 марта 1902, Хебибчево — 1967, София) — болгарский военный и политический деятель, генерал-лейтенант Болгарской народной армии, автор исторических сочинений.

## Биография
Родился 14 марта 1902 года в селе Хебибчево.
В результате общения с дядей — тесным социалистом Стефаном Штеревым в 1918 году осознал себя как сторонника идей БРСДП (т.с.).
В 1919 году был избран руководителем молодёжной коммунистической организации села Хебибчево.
Весной 1922 года был призван на службу в трудовые войска, во время службы вместе с единомышленниками организовал молодёжную коммунистическую организацию в Раднево.
В январе 1923 года вступил в Болгарскую коммунистическую партию.
Участвовал в Июньском восстании 1923 года, после чего был вынужден перейти на нелегальное положение. После поражения Сентябрьского восстания 1923 года оказывал помощь участникам восстания — вместе с единомышленниками переправил через турецкую границу около 20 участников восстания.
В начале 1924 года успешно легализовался, был избран делегатом на учредительную партийную конференцию в марте 1924 года.
В дальнейшем, весной 1924 года по поручению окружного комитета партии в Хаскове участвовал в организации двух вооружённых отрядов военной организации БКП в Хасковском округе, в составе которых находился до весны 1925 года, когда по поручению ЦК БКП отряд получил приказ прекратить деятельность и покинуть страну.
После перехода в составе отряда через болгаро-греческую границу был переправлен в Югославию, а затем через Австрию и Польшу в 1925 году прибыл в СССР. В 1925 году поступил на учёбу в Коммунистический университет в Москве, который закончил в 1930 году.
В 1930—1931 непродолжительное время работал в отделе ЦК ВКП(б) по вопросам Дальнего Востока, 12 февраля 1931 командирован во Владивосток для работы в Приморском краевом комитете ВКП(б), в начале декабря 1933 года вернулся в Москву и поступил в аспирантуру по специальности «мировая история». В 1935 году подготовил кандидатскую диссертацию по истории революционного движения в Болгарии, однако во время подготовки к защите решением ЦК БКП был назначен на должность ответственного за связи Болгарской коммунистической партии и Коминтерна.
После начала войны в Испании летом 1936 года получил указание организовать выезд болгарских добровольцев из СССР в Испанию и в начале октября 1936 года (с паспортом на имя Димитра Петрова Карамихайлова) выехал через Австрию в Париж. Одной из поставленных перед ним задач являлось объединение проживавшей во Франции болгарской диаспоры и болгарских политических эмигрантов и привлечение их к оказанию помощи Испанской республике, второй задачей было создание канала связи между Францией и Болгарией для переброски болгарских добровольцев из Болгарии в Испанию. Канал удалось организовать достаточно быстро и после выполнения этой задачи Атанасов пересёк испанскую границу и прибыл в Барселону.
В 1937 году покинул Испанию и через Турцию вернулся в СССР.
22 июня 1941 года встретил в Измаиле, принимал участие в организации партизанского движения в Молдавской ССР — в инициативном порядке сформировал партизанский отряд из 50 человек, «костяк» которого составили участники войны в Испании. 28 июня 1941 на двух военных катерах отряд был переброшен через Дунай (действовал в районе между Измаилом и Килией на коммуникациях румынской армии, а затем вернулся через линию фронта), а Атанасов участвовал в организации эвакуации из Аккермана отходившего вместе с войсками гражданского населения.
В конце июня — начале июля 1941 года непродолжительное время воевал в составе партизанского отряда, ранее сформированного под его руководством в Измаиле, но вскоре вместе с помощником Василом Ангеловым был отозван в Одессу, где во время осады города занимался подготовкой кандидатов для нелегальной работы в тылу немецко-румынских войск.
20 июля 1941 года был отозван в Москву для подготовки «подводников» и «парашютистов» (группы болгарских коммунистов, которых планировалось подготовить в качестве организаторов партизанского движения и перебросить в Болгарию на подводных лодках и самолётах).
15 сентября 1941 направлен в Одессу, участвовал в подготовке диверсионных групп, действовавших в тылах немецко-румынских войск (при этом несколько групп было создано из местных болгар), 15 октября 1941 года вместе с одной из подготовленных групп был направлен сначала в Симферополь, а затем в Новороссийск. В декабре 1941 года прибыл с докладом о проделанной работе в Куйбышев.
15 июля 1943 года Загранбюро ЦК БКП приняло решение подготовить и отправить в Болгарию ещё одну группу болгарских коммунистов, командиром которой был назначен Атанасов. В августе 1943 года задачи группы были изменены — её участников было решено десантировать на парашютах на территорию Югославии для установления связи между командованием НОАЮ и болгарским движением Сопротивления.
Второй задачей, поставленной перед Атанасовым, являлась организация партизанских отрядов из военнослужащих болгарской армии, перешедших на сторону партизан НОАЮ (под его руководством был сформирован Интернациональный партизанский батальон НОАЮ). С сентября 1943 года находился при Верховном штабе НОАЮ в качестве представителя БКП и болгарского партизанского движения.
Некоторое время после высадки Атанасов оставался без радиосвязи (поскольку радиостанция группы разбилась при десантировании) и действовал по собственной инициативе.
2 сентября 1944 участвовал в совещании командования болгарских партизанских отрядов в районе Добро Поле.
6 сентября 1944 назначен политическим комиссаром партизанского соединения НОПА, созданного на базе партизанских отрядов НОПА, собранных в районе Цырна Трава — Добро Поле.
После 9 сентября 1944 года прибыл в Софию, принимал участие в организации охраны правительственных зданий, 22 сентября 1944 года был назначен помощником командующего 1-й болгарской армии генерала Владимира Стойчева и членом Военного совета 1-й болгарской армии. До окончания боевых действий 9 мая 1945 года участвовал в боях на территории Югославии вместе с войсками 3-го Украинского фронта. Был произведён в генерал-майоры. Член ЦК БКП с 1941 по 1962 годы.
После войны продолжил службу в Болгарской народной армии, дослужился до звания генерал-лейтенанта. Стал автором сочинений на военную и историческую проблематику.
Скончался в 1967 году в Софии.

## Государственные награды
- Герой Социалистического Труда (НРБ)[1]
- орден «Георгий Димитров» (1964)[источник не указан 643 дня]
- орден Красного Знамени (1945)[источник не указан 643 дня]
- медаль «За оборону Одессы» (22 декабря 1942)[9]

## Сочинения
- Селските въстания в България към края на XVIII в. и началото на XIX в. и създаването на българската земска войска. — София: Държавно военно издателство при МНО, 1958.
- (в соавторстве) Българското военно изкуство през феодализма. — София: Държавно военно издателство при МНО, 1958.
- (в соавторстве) Българското военно изкуство през капитализма. — София: Държавно военно издателство при МНО, 1959.
- Под знамето на партията. — София: Профиздат, 1962.
- Походът на Запад. — София: Държавно военно издателство при МНО, 1966.
- Записки на революционера. Спомени. — София: Държавно военно издателство при МНО, 1969.

## Память
- улица Ген. Щерю Атанасов в Софии